# تامي بويد
تامي بويد (بالإنجليزية: Tammy Boyd) هي دراجة نيوزيلندية، ولدت في 13 فبراير 1980 في إنفركارجل في نيوزيلندا.

## وصلات خارجية
- تامي بويد على موقع الاتحاد الدولي للدراجات (الإنجليزية)
- تامي بويد على موقع إحصائيات الدراجات الإحترافية (الإنجليزية)
- تامي بويد على موقع اتحاد ألعاب الكومنولث (مؤرشف) (الإنجليزية)